# 짐 로스
짐 로스(Jim Ross, 1952년 1월 3일 ~ )는 미국의 남자 전 프로레슬링선수, 스포츠해설자다. 프로 레슬링 단체 WWE의 경영 전략 담당 부사장을 맡아 WWE의 간판 프로그램의 해설을 담당하였고, 현재는 올 엘리트 레슬링의 해설자 겸 수석 고문을 담당하고 있다. 카우보이 모자와 안경이 트레이드 마크이다. 키는 182cm 몸무게는 153kg이다.